# ایماتینیب
ایماتینیب (انگلیسی: Imatinib) که با نام تجاری «گلی‌وِک» (Gleevec) هم شناخته می‌شود، یک داروی شیمی‌درمانی است که در درمان برخی سرطان‌ها کاربرد دارد. این دارو به‌ویژه در درمان لوسمی مزمن مغز استخوان (CML)، لوسمی حاد لنفاوی (ALL) که دارای کروموزوم فیلادلفیا باشند (Ph+) و همچنین تومور استرومال گوارشی (GIST)، ماستوسیتوز و سندرم میلودیسپلاستیک و لوسمی ائوزینوفیلیک مزمن (CEL) بکار می‌رود و به صورت خوراکی تجویز می‌شود.
عوارض شایع ایماتینیب شامل استفراغ، اسهال، درد ماهیچه‌ای، سردرد و راش پوستی است. عوارض شدیدتر مشتمل بر احتباس مایعات، خونریزی گوارشی، نارسایی مغز استخوان، مشکلات کبدی و نارسایی قلب است. مصرف این دارو در دوران بارداری ممکن است به جنین صدمه بزند.
این دارو از طریق مهار «تیروزین-کیناز Bcr-Abl» اثر می‌کند که منجر به کاهش رشد سلولی یا آپوپتوز در برخی انواع سلول‌های سرطانی می‌شود.
ایماتینیب در سال ۲۰۰۱ میلادی توسط سازمان غذا و دارو آمریکا پذیرفته شد  و هم‌اکنون جزءِ داروهای ضروری سازمان جهانی بهداشت است که مجموعه‌ای از مؤثرترین و کم‌خطرترین داروها در سیستم سلامت هستند.
قیمت عمده‌فروشی ایماتینیب در کشورهای در حال توسعه، بین ۱٬۳۸۶٫۴۹ تا ۱۹٬۱۶۲٫۵۰ دلار آمریکا در سال است. در ایالات متحده آمریکا همین یک دوره کامل درمان ۸۴٬۴۰۸٫۷۸ دلار آمریکا در سال هزینه دربردارد. همین میزان دارو در سال ۲۰۱۶ در بریتانیا، ۲۰٬۹۸۰ پوند استرلینگ برای سرویس سلامت همگانی (ان‌اچ‌اس) هزینه داشت. نمونهٔ ژنریک این دارو از سال ۲۰۱۷ میلادی در بریتانیا در دسترس است.